# Каста. Витоки наших невдоволень
«Каста. Витоки наших невдоволень» (англ. Caste: The Origins of Our Discontents) — науково-популярна книга американської журналістки Ізабель Вілкерсон, що вийшла в серпні 2020 року у видавництві Random House. Книга описує расизм у Сполучених Штатах як аспект кастової системи — системи соціального розшарування всього суспільства, що характеризується такими поняттями, як «ієрархія», «включення» та «виключення», а також «чистота».
Вілкерсон порівнює досвід чорношкірих американців з кастовими системами Індії та нацистської Німеччини, та досліджує вплив касти на суспільства, сформовані ними, та на їх людей.
Авторка виділяє вісім стовпів кастової системи, які притаманні усім трьом суспільствам (Сполучені Штати, Індія, Німеччина в період нацизму):
1. віра в поділ на касти як результат божої волі;
2. спадковість поділу на касти;
3. ендогамія та контроль над шлюбом і стосунками;
4. віра в чистоту панівної касти;
5. розподіл професій залежно від місця в ієрархії;
6. дегуманізація та стигматизація представників поневоленої касти;
7. використання терору та жорстокості для контролю представників нижчої касти;
8. віра у природжену вищість представників панівної касти і природжену нижчість поневоленої касти.

Як і попередня книга Вілкерсон, «Тепло інших сонць» (The Warmth of Other Suns), ця книга отримала високе визнання серед критиків та здобула комерційного успіху. Вона виграла кілька нагород, зокрема Goodreads Choice Award та Los Angeles Times Book Prize, а також посіла перше місце у тижневому списку бестселерів «Нью-Йорк таймс» у категорії нехудожніх книг на початку листопада 2020 року. За даними видання Publishers Weekly, до кінця 2020 року було продано близько пів мільйона примірників книги.

## Переклади українською
Україномовний переклад книги вийшов у 2022 році у видавництві «Лабораторія», перекладачка — Наталія Яцюк. Восени 2020 року компанія Netflix оголосила, що зніме кіноадаптацію «Касти».

### Рецензії українською
- Втрачена людяність (Про книжку: Ізабель Вілкерсон. «Каста. Витоки наших невдоволень»)